# Sunshine (film 1912)
Sunshine è un cortometraggio muto del 1912 diretto da Theodore Wharton.

## Produzione
Il film fu prodotto dalla Essanay Film Manufacturing Company.

## Distribuzione
Distribuito dalla General Film Company, il film - un cortometraggio a una bobina - uscì nelle sale cinematografiche USA il 25 ottobre 1912.
Il film viene citato in Moving Picture World (19 ottobre 1912).